# Margareta Arvidsson
Margareta Arvidsson, född 12 oktober 1947 i Partille, är en svensk skönhetsdrottning. Arvidsson, som är uppvuxen i Vänersborg, vann Miss Universum 16 juli 1966  vid 18 års ålder som den andra svenskan någonsin, 11 år efter Hillevi Rombin. Efter att ha vunnit tävlingen arbetade hon som fotomodell åt Ford Modeling Agency och uppträdde både på scen och i film.